# Cañizar (kommunhuvudort)
Cañizar är en kommunhuvudort i Spanien.   Den ligger i provinsen Provincia de Guadalajara och regionen Kastilien-La Mancha, i den centrala delen av landet, 70 km nordost om huvudstaden Madrid. Cañizar ligger 802 meter över havet och antalet invånare är 104.
Terrängen runt Cañizar är platt västerut, men österut är den kuperad. Runt Cañizar är det ganska tätbefolkat, med 52 invånare per kvadratkilometer. Närmaste större samhälle är Guadalajara, 17,5 km sydväst om Cañizar. Trakten runt Cañizar består till största delen av jordbruksmark.